# Salar de Chiguana
Salar de Chiguana är en saltslätt i Bolivia.   Den ligger i departementet Potosí, i den sydvästra delen av landet, 400 km sydväst om huvudstaden Sucre.